# MR-UR-100 Sotka

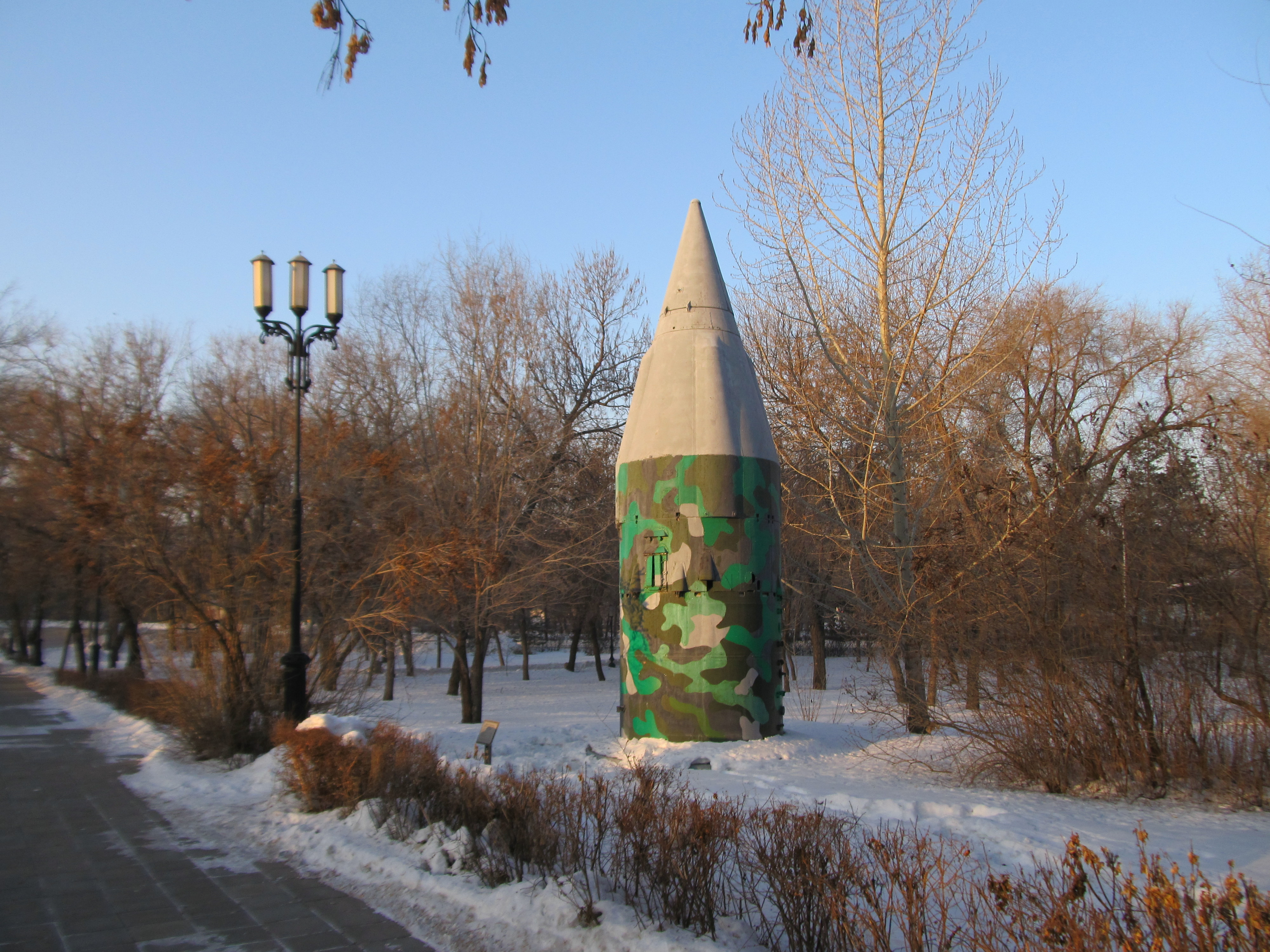
O último estágio de um míssil SS-17 Spanker num museu ao ar livre na Rússia

O MR-UR-100 Sotka é um ICBM de multiplas ogivas MIRV, orinalmente desenvolvido pela União Soviética, atualmente Rússia entre 1978 e 1993 pelo OKB-586. A sigla UR, ou УР, na designação, em russo универсальная ракета, significa Foguete Universal. O míssil foi designado pela OTAN como SS-17 Spanker e tinha a designação industrial de 15A15 ou 15A16, além da designação alternativa de UR-100MR. Existiram três modelos desse míssil: um com capacidade de apenas uma ogiva e dois com capacidade para quatro ogivas.